# Espai vectorial quocient
En àlgebra lineal, l'espai vectorial quocient d'un espai vectorial V per un subespai N s'obté "col·lapsant" N a zero. L'espai obtingut s'anomena un espai quocient i es denota V/N (de vegades es llegeix V mòdul N).

## Definició
Formalment, la construcció es fa de la manera següent (Halmos 1974, §21-22). Sia V un espai vectorial sobre un cos K, i sia N un subespai vectorial de V. Es defineix una relació d'equivalència ~ dins V establint que x ~ y quan x − y ∈ N. És a dir x està relacionat amb y si un es pot obtenir a partir de l'altre afegint-li un element de N. D'aquesta definició, es pot deduir que qualsevol element de N és equivalent al vector zero; en altres paraules tots els vectors en N corresponen a la classe d'equivalència del vector zero.
La classe d'equivalència de x sovint es denota
[x] = x + N
ja que ve donada per
[x] = {x + n : n ∈ N }.
L'espai quocient V/N llavors es defineix com el conjunt quocient V/~ respecte d'aquesta relació, és a dir, el conjunt de totes les classes d'equivalència en V per ~. La multiplicació per un escalar i l'addició es defineixen en les classes d'equivalència per
- α[x] = [αx] per a tot α ∈ K,
- [x] + [y] = [x + y].

No és difícil comprovar que aquestes operacions estan ben definides (és a dir no depenen de l'elecció del representant). Aquestes operacions converteixen l'espai quocient V/N en un espai vectorial sobre K on N és la classe zero [0].
L'aplicació que associa a cada v ∈ V la seva classe d'equivalència [v] es coneix com l'aplicació de projecció o de pas al quocient.

## Exemples
Sia X = ℝ² el pla cartesià estàndard, i sia Y una línia que passa per l'origen de X. Llavors l'espai quocient X/Y es pot identificar amb l'espai de totes les línies en X que són paral·leles a Y. És a dir que, els elements del conjunt X/Y són línies en X paral·leles a Y. Això dona una via per visualitzar espais quocient geomètricament.
Un altre exemple és el quocient de ℝn pel subespai generat pels m primers vectors de base estàndard. L'espai ℝn consisteix en totes les n-ples de nombres reals (x1, ...,xn). El subespai, identificat amb ℝm, consta de totes les n-ples tals que només les primeres m components són diferents de zero: (x1, ...,xm,0,0, ...,0). Dos vectors de ℝn pertanyen a la mateixa classe d'equivalència mòdul el subespai si i només si són idèntics en les últimes n−m coordenades. L'espai quocient ℝn/ℝm  és isomorf a ℝn −m de forma òbvia.
Més generalment, si V és una suma directa (interna) de subespais U i W:
{\displaystyle V=U\oplus W}
llavors l'espai quocient V/U és naturalment isomorf a W (Halmos 1974, Theorem 22.1).

## Propietats
Hi ha un epimorfisme natural de V a l'espai quocient V/U donat a base de fer correspondre x a la seva classe d'equivalència [x]. El nucli d'aquest epimorfisme és el subespai U. Aquesta relació queda resumida clarament per la successió exacta curta
{\displaystyle 0\to U\to V\to V/U\to 0.\,}
Si U és un subespai de V, la dimensió de V/U s'anomena la codimensió de U en V. Com a base de V es pot construir a partir d'una base A de U i una base B de V/U afegint un representant de cada element de B a A, la dimensió de V és la suma de les dimensions de U i V/U. Si V és de dimensió finita, porta com a conseqüència que la codimensió de U en V és la diferència entre les dimensions de V i U (Halmos 1974, Theorem 22.2):
{\displaystyle \operatorname {codim} (U)=\dim(V/U)=\dim(V)-\dim(U).}
Sia T : V → W un operador lineal. El nucli de T, notat ker(T), és el conjunt de tot x ∈ V tal que T(x) = 0. El nucli és un subespai de V. El primer teorema d'isomorfisme d'àlgebra lineal diu que l'espai quocient V/ker(T) és isomorf a la imatge de V en W. Un corol·lari immediat, per a espais de dimensió finita, és el teorema del rang: la dimensió de V és igual a la dimensió del nucli de més la dimensió de la imatge (el rang de T).
El conucli d'un operador lineal T: V → W es defineix com l'espai quocient W/im(T).

## Quocient d'un espai Banach per un subespai
Si X és un espai de Banach i M és un subespai tancat de X, llavors el quocient X/M és també un espai de Banach. L'espai quocient ve dotat d'una estructura d'espai vectorial per la construcció de la secció prèvia. Es defineix una norma sobre X/M per
{\displaystyle \|[x]\|_{X/M}=\inf _{m\in M}\|x-m\|_{X}.}
L'espai quocient X/M és complet respecte a la norma, per tant és un espai Banach.

### Exemples
Es nota per C[0,1] l'espai de Banach de funcions reals contínues en l'interval [0,1] amb la norma uniforme. Es nota el subespai de totes les funcions f ∈ C[0,1] amb f(0) = 0 per M. Llavors la classe d'equivalència d'alguna funció g està determinada pel seu valor a 0, i el seu espai quocient C[0,1] / M és isomorf a ℝ.
Si X és un espai de Hilbert, llavors l'espai quocient X/M és isomorf als complements ortogonals de M.

### Generalització a espais localment convexos
El quocient d'un espai localment convex per un subespai tancat és també localment convex (Dieudonné 1970, 12.14.8). En efecte, suposant que X és localment convex de manera que la topologia en X és generada per una família de seminormes { pα | α ∈ A } on A és un conjunt índex. Sia M un subespai tancat, i es defineixen seminormes qα en X/M
{\displaystyle q_{\alpha }([x])=\inf _{x\in [x]}p_{\alpha }(x).}
Llavors X/M és un espai localment convex, i la seva topologia és la topologia quocient.
Si, a més X és metritzable, llavors també ho és X/M. Si X és un espai de Fréchet, llavors també ho és X/M (Dieudonné 1970, 12.11.3).